# PNJ

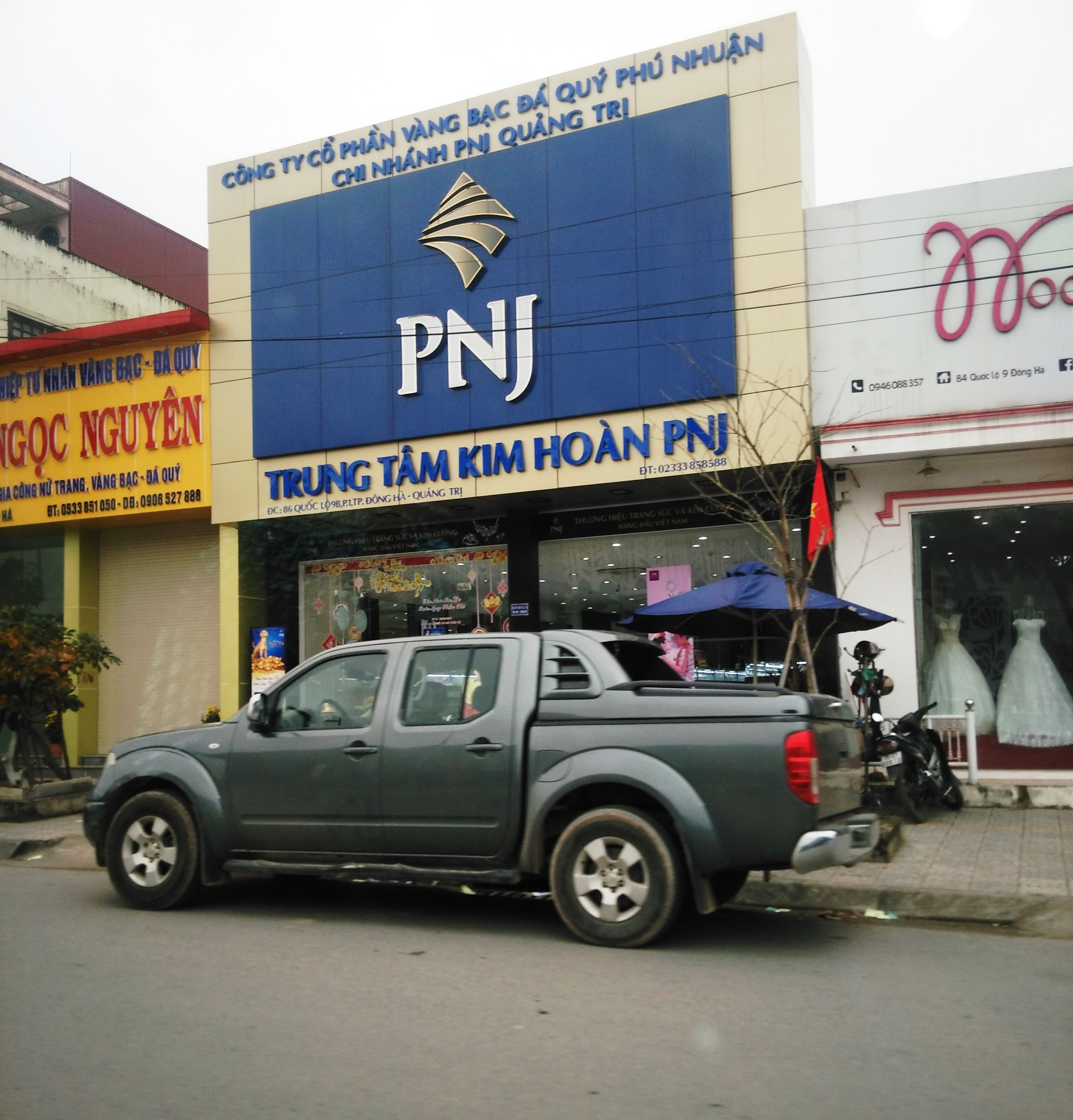
Chi nhánh PNJ Quảng Trị

Công ty cổ phần Vàng bạc Đá quý Phú Nhuận (tên tiếng Anh: Phu Nhuan Jewelry Joint Stock Company, tên viết tắt: PNJ) là công ty cổ phần Việt Nam. Công ty này chuyên sản xuất kinh doanh trang sức bằng vàng, bạc, đá quý, quà tặng doanh nghiệp, phụ kiện thời trang, quà lưu niệm, đồng hồ, mua bán vàng miếng, cung cấp dịch vụ kiểm định kim cương, đá quý, kim loại quý, và kinh doanh bất động sản. Năm 2010, PNJ được Plimsoll xếp thứ 16 trong top 500 công ty nữ trang lớn nhất thế giới.

## Lịch sử phát triển công ty
Ngày 28 tháng 4 năm 1988, Cửa hàng Kinh doanh Vàng bạc Phú Nhuận trực thuộc Ủy ban nhân dân quận Phú Nhuận ra đời với 20 nhân viên.
Sau đó cửa hàng này đổi tên thành Công ty Vàng Bạc Mỹ Nghệ Kiều Hối Phú Nhuận.
Năm 1992, công ty đổi tên thành Công ty Vàng Bạc Đá Quý Phú Nhuận.
Năm 1994, công ty thành lập chi nhánh ở Hà Nội.
Năm 1998, chi nhánh PNJ ở Đà Nẵng khai trương.
Năm 1999, khai trương chi nhánh Cần Thơ.
Năm 2001, nhãn hiệu PNJSilver ra đời.
Ngày 2 tháng 1 năm 2004, PNJ chính thức cổ phần hóa, chuyển đổi từ doanh nghiệp kinh tế của Đảng Cộng sản Việt Nam thành Công ty Cổ phần Vàng Bạc Đá Quý Phú Nhuận.
Từ năm 2005 đến năm 2008, nhãn hiệu trang sức CAO Fine Jewellery chính thức ra đời.
Tháng 3 năm 2009, cổ phiếu PNJ chính thức niêm yết tại sàn giao dịch HOSE, vốn điều lệ tăng lên 400 tỷ đồng.
Tháng 8 năm 2009, PNJ thành lập "Công ty Trách nhiệm hữu hạn Một thành viên Thời trang CAO", đồng thời bổ sung ngành kinh doanh đồng hồ của các nhãn hiệu nổi tiếng thế giới vào hệ thống PNJ.
Năm 2010, PNJ được Plimsoll xếp thứ 16 trong top 500 công ty nữ trang lớn nhất thế giới.
Tháng 3 năm 2011, PNJ khởi công xây dựng Xí nghiệp Nữ trang PNJ được xem là một trong những xí nghiệp hiện đại nhất Việt Nam.
Ngày 18 tháng 10 năm 2012, PNJ khánh thành Xí nghiệp nữ trang PNJ với tổng vốn đầu tư 120 tỷ đồng, công suất sản xuất đạt trên 4 triệu sản phẩm/năm.
Năm 2013, PNJ có 168 cửa hàng và 15 chi nhánh trên khắp Việt Nam.
Ngày 12 tháng 1 năm 2013, PNJ khánh thành Trung tâm trang sức, kim cương và đồng hồ lớn nhất trên toàn hệ thống tại 52A- 52B Nguyễn Văn Trỗi, quận Phú Nhuận, TP Hồ Chí Minh.
Tháng 11 năm 2013, PNJ tăng vốn điều lệ lên 755.97 tỷ đồng.
Ngày 10 tháng 7 năm 2015, PNJ tăng vốn điều lệ lên 982.745.770.000 đồng.
Ngày 2 tháng 2 năm 2018, PNJ tăng vốn điều lệ lên 1.081.020.340.000 đồng.
Ngày 28 tháng 4 năm 2018, HĐQT PNJ đã thông qua việc chấm dứt hoạt động của Xí nghiệp nữ trang PNJ.
Ngày 28 tháng 4 năm 2018, HĐQT PNJ thành lập hai công ty con TNHH MTV Chế tác và Kinh doanh Trang sức PNJ, vốn điều lệ 100 tỷ đồng, Công ty TNHH MTV Kỷ nguyên Khách hàng(Customer Era Limited Company - CECL), vốn điều lệ 20 tỷ đồng.
Ngày 12 tháng năm 2019, PNJ Khai trương cửa hàng Flagship đầu tiên tên là PNJ Next (Jewelry & Beyond) , tầng trệt kinh doanh Kim cương, vàng bạc và đá quý, tầng 1 là PNJ Watch chuyên kinh doanh đồng hồ chính hãng.
Ngày 9 tháng 9 năm 2019, PNJ Khai trương cửa hàng PNJ ART đầu tiên, cung cấp giải pháp Quà tặng Doanh nghiệp và sản phẩm Mỹ nghệ kim hoàn tại 141B Phan Đăng Lưu, Phú Nhuận, TP.HCM

## Cơ cấu tổ chức
Tính đến cuối tháng 11, đơn vị có 457 cửa hàng, tăng 33 cửa hàng so với đầu năm. Trong đó, công ty có 286 cửa hàng PNJ Gold, 63 cửa hàng PNJ Silver, 4 cửa hàng CAO và 24 cửa hàng PNJ Watch. Tập đoàn PNJ đặt trụ sở chính tại 170E Phan Đăng Lưu, Phường 3, Quận Phú Nhuận, Thành phố Hồ Chí Minh, có 7 công ty thành viên:
- Công ty TNHH MTV Kỷ Nguyên Khách Hàng (Customer Era Company Limited - PNJ Watch)
- CTCP Năng lượng Đại Việt
- CTCP Hải sản S.G (S.G Fisco)
- Công ty TNHH MTV Chế tác và Kinh doanh Trang sức PNJ (PNJP - PNJ Art)
- Công ty TNHH MTV Giám định PNJ
- Công ty TNHH MTV Thời trang CAO
- Công ty TNHH Bình khí đốt Hong Vi Na

## Phong tặng
- Danh hiệu “Công Ty Trang Sức Vàng Bạc Đá Quý Uy Tín ”[2]
- Huân chương Lao động Hạng Ba[2]
- Huân chương Lao động Hạng Nhì[2]
- Chứng nhận Hệ thống Quản trị Chất lượng theo tiêu chuẩn ISO (do tổ chức DNV cấp)[2]
- Top 500 Doanh nghiệp bán lẻ hàng đầu Châu Á – Thái Bình Dương[2]
- Huân chương Lao động Hạng nhất[2]